# Musikministeriet
Musikministeriet är en programserie i Sveriges Television om musik, efter en ursprungsidé av Staffan Lindberg. 2006 vann programmets producent Carl Tofft Stora journalistpriset i klassen Årets förnyare.